# 任侠伝 渡世人一代記
『任侠伝 渡世人一代記』（にんきょうでん とせいにんいちだいき）は、元気が2006年3月2日に発売したPlayStation 2（PS2）用の侠気アクションゲーム。
また、『任侠伝』のタイトルで携帯電話用のゲームも配信されている（i-mode、Yahoo!ケータイ）。

## 概要
歴史アクションゲームを得意とする元気が、任侠というテーマを題材にした異色作。江戸時代の東海道が舞台のはずなのに平賀源内や十返舎一九、清水次郎長が一堂に会するなど、史実に忠実な風雲シリーズとは違い、フィクションの要素を強め娯楽性をアピールしている。
戦闘システムは『剣豪』の攻・待・懸や、『風雲 新撰組』の連携技などを引き継いでいる。これらに加えて「絵染め一喝」というアクションが追加されている。これは諸肌を脱ぎ、背中の絵染めを見せ付けることで敵を平伏させる技である。絵染めの種類によって様々な効果も発生する。
ゲームの進行方法は『風雲 幕末伝』のものをそのまま引き継いでおり、大小の仕事をこなしながら各章のシナリオを進める形式で各所に分岐があり、その時の行動次第でラストバトルで助太刀に来る仲間の数が増え有利に戦える。ナレーションは小杉十郎太。

## ストーリー
侠を磨くために旅を続ける本作の主人公蓮次は、評判の松風義一郎親分に会うために、宿場町松風の宿を訪れる。親分の屋敷に着くといきなり喧嘩に巻き込まれ、その騒動がきっかけで岩松と半十郎という子分ができる。
こうして松風親分の下、しばし腰を落ち着けることになった蓮次は、しだいに松風の宿で起こる事件に飲み込まれていく。

## 主な登場人物
本項の文章ではゲーム中での設定を記す。実在の人物に関する記述は史実と異なる場合がある。

### 蓮次一家
風来の蓮次声：子安武人
本作の主人公。松風の宿で起こる様々な事件を解決して、大親分に成長していく。
荒波の岩松声：竹本英史
蓮次に命を救われ子分入り。竜之助の兄貴分。大の酒好き。
逢瀬の半十郎声：鳥海浩輔
岩松と共に蓮次に子分入り。大の女好きの切れ者。岩松とは義兄弟の間柄。
竜之助（天童竜之助）声：竹内順子
子供ながら蓮次に惚れ込み子分入り。ある事件で人殺しの汚名を着せられ悩むことになる。後に分岐があり成長し青年になると頼もしい味方の竜之助になるか非常に強い一匹狼の天童竜之助が敵として立ちはだかるかに分かれる。
きつねの留吉声：森訓久
初めは門之助の弟分。狂った門之助を止めるため、蓮次に子分入り。小悪党を絵に描いたような男。
鬼塚徹心声：西松和彦
何度か蓮次と仕事を共にしているうちに惚れ込み子分入り。元火付盗賊改方。モデルは鬼平こと長谷川平蔵。
明響獅水声：松山鷹志
蓮次に息子の小士郎を救われ子分入り。子連れの元公儀介錯人。モデルは『子連れ狼』の拝一刀。
丹下左膳声：前田剛
蓮次に宝探しで負け子分入り。隻腕・隻眼の剣士。小説やドラマの『丹下左膳』から登場。
清水の次郎長声：下崎紘史
蓮次の侠っぷりに惚れ込み子分入り。小粋の常に慕われている。
闇斬りの一声：石井康嗣
蓮次を自分の腕を任せられる義侠と認め子分入り。居合を使う盲目の用心棒。モデルは『座頭市』の主人公、市。

### 敵役
蝮田八郎兵衛声：コング桑田
蝮田一家の親分。松風の宿の支配を狙い、松風一家と対立する。
島破りの安声：石井康嗣
蝮田親分の子分にして、一家の若頭。
油つぼの豚松声：うえだゆうじ
蝮田親分の子分。火付盗賊団の首領。
虎狩りの門之助声：松山鷹志
松風一家の若頭。松風親分が蓮次を重用するのを妬み、次第に暴走を始める。
石井辰之進声：永野善一
関八州取締役。蓮次を目の敵にしている。頭が固いのが欠点だが、正義感は強い。
神槍の卯之吉声：前田剛
蝮田親分の子分。
三本松の雉丸声：前田剛
三本松の一人。

### その他
松風義一郎声：屋良有作
松風一家の親分。流れ者の蓮次に惚れ込み、あれこれ世話を焼く。松風の宿の住人から慕われている。
おこと声：水樹奈々
松風の宿にある茶店で働く町娘。何度か蓮次に助けられるうちに惚れ込む。岩松の妹。
蘭太夫声：皆川純子
松風の宿にある廓の花魁。何度か蓮次に助けられるうちに惚れ込む。
駒形勝次郎声：？
駒形一家の親分。多原の宿を仕切っている。松風親分とは義兄弟の間柄で、蓮次にも何かと世話を焼く。
国定忠次声：木内秀信
代官殺しの罪で追われ、松風一家に転がりこむ。しばらく蓮次が匿うことになり、行動を共にする。
ねずみ小僧声：うえだゆうじ
蓮次の金を狙う義賊。
花魁の智七声：うえだゆうじ
女と偽って花魁をやっている。
丑三つの縁蔵声：内藤玲
ストーカーからひきこもり党党首へ。